# Красная Эстония
Красная Эстония — деревня в Вешкаймском районе Ульяновской области. Входит в Стемасское сельское поселение.

## География
Расположена на р. Стемас (в прошлом р. Чивил), в 19 км к юго-востоку от районного центра.

## История
В 1890-1895 гг. в г. Сенгилее действовал спиртзавод, которым владела английская баронесса. Заводу нужны были работники, знающие самогоноварение. В 1895 году госпожа привезла из Эстонии 30 молодых семей, выходцев с острова Сааремаа. Накопив деньги, эстонцы решили завести своё хозяйство и жить самостоятельно, основав здесь хутор.
В 1897 году в Эстонском Хуторе было 10 дворов.
В 1913 году в Старо-Зиновьевской волости Карсунского уезда Симбирской губернии было два эстонских хутора: Вителевский эстонский хутор, в котором было 14 дворов и 90 жителей и, Чистопольский эстонский хутор, в котором было 20 дворов и 118 жителей.
В 1924 году Хутор эстонцев входил в состав Стемасского с/с Старо-Зиновьевской волости Карсунского уезда Ульяновской губернии.
В 1927 году Эстонский Хутор.
В 1930 году Хутор Эстонцев состоял из 23 хозяйств; в административном отношении входил в состав Стемасского сельсовета Майнского района Средне-Волжского края .

## Население
| 2010 |
| ---- |
| 22   |

В 1897 г. — 62 жителя. 
В 1924 г. — 65 эстонцев. 
В 1927 г. — 15 дворов, 63 эстонца.
В 1930 г. — население 74 человека, эстонцы.
В 1996 г. — население 42 человек, преимущественно эстонцы.

## Хозяйство
Отделение СПК «Горизонт».